# 李本晟
李本晟（？—1682年），字暘若，號嵩岑，湖廣省黃州府蘄州（今湖北省蘄春縣）人，清朝政治人物，進士出身。

## 生平
順治五年举人，順治六年（1649年）己丑科進士，改工部屯田司主事，管理中河等處河道。后任廣西分巡蒼梧道。順治十六年，管雲南按察使。順治十七年，管雲南左布政使。康熙元年，任廣東按察使；康熙二年，任雲南左布政使。康熙三年，任河南右布政使；后改雲南按察使。康熙六年，任浙江右布政使、浙江布政使。康熙十六年，任太常寺卿、大理寺卿。康熙十八年，任浙江巡撫。

## 家族
祖李际春，万历五年进士。父李梴，天啓二年进士。